# Anatol Baconsky
Anatol Baconsky (ur. 16 czerwca 1925 w Chocimiu, zm. 4 marca 1977 w Bukareszcie) – rumuński pisarz, poeta i eseista.

## Życiorys
W 1946 skończył liceum w Kiszyniowie, później studiował prawo na uniwersytecie w Klużu-Napoce, w 1950 wydał debiutancki tom wierszy Poezii. Później opublikował zbiory Copiii din Valea Ariesului (1951), Cantece de zi si noapte (1954) i Doua poeme (1956). W latach 1953–1959 był redaktorem naczelnym pisma literackiego „Almanahul Literar”, później „Steaua”, w 1954 zadebiutował w gazecie „Tribuna Noua”. Początkowo pisał utwory socrealistyczne, poświęcone aktualnym przemianom i wydarzeniom w powojennej Rumunii, później ewoluował w kierunku liryki introspekcyjnej i refleksyjnej. Pisał m.in. sugestywne i oszczędne w wyrazie wiersze zebrane w tomach Fiul risipitor (1964) i Cadavre în vid (1969). W 1967 opublikował zbiór opowiadań Echinoxul nebunilor, przesyconych atmosferą niesamowitości. W 1969 i 1972 otrzymał nagrodę literacką. Był też autorem esejów o współczesnej literaturze, ponadto tłumaczył m.in. utwory Lunquista i Quasimodo.